# 卢尔南
卢尔南（法語：Lournand，法語發音：[luʁnɑ̃]）是法国索恩-卢瓦尔省的一个市镇，属于马孔区。

## 地理
卢尔南（46°27'21"N, 4°39'1"E）面积11.22 平方千米，位于法国勃艮第-弗朗什-孔泰大區索恩-卢瓦尔省，该省份为法国中部省份，北起顺时针与科多尔省、汝拉省、安省、罗讷省、卢瓦尔省、阿列省和涅夫勒省接壤。
与卢尔南接壤的市镇（或旧市镇、城区）包括：科尔唐贝尔、克呂尼、弗拉日、弗勒冈德河畔拉维讷斯。

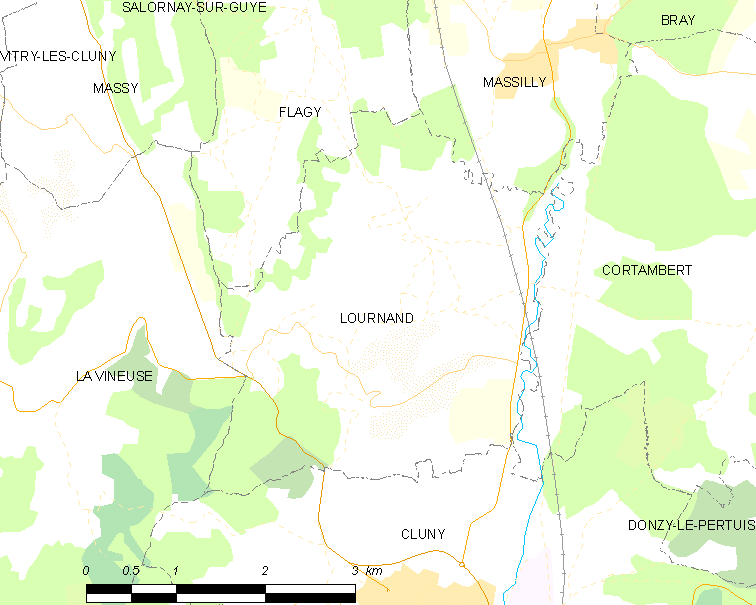
卢尔南的OSM定位图

卢尔南的时区为UTC+01:00、UTC+02:00（夏令时）。

## 行政
卢尔南的邮政编码为71250，INSEE市镇编码为71264。

## 政治
卢尔南所属的省级选区为克吕尼县。

## 人口

1962-2008年间卢尔南人口变化图示

卢尔南于2022年1月1日时的人口数量为319人。